# Флоренс Хардинг
Флоренс Мејбел Клинг Хардинг (енгл. Florence Mabel Kling Harding; Марион (Охајо), 15. август 1860 — Марион (Охајо), 21. новембар 1924) била је супруга председника Ворена Хардинга, прва дама САД у периоду од 4. марта 1921. до 2. августа 1923. године.
Удала се за пет година млађег Хардинга, када се он бавио издавањем новина у Охају, а као војвоткиња, врло је добро била примљена у Белу кућу, те се и брзо прилагодила тамо.

## Младост
Рођена је као Флоренс Клинг 15. августа 1860. године у Мариону, у Охају. Њени родитељи Амос Клинг, угледни банкар, и Лујза Бутон Клинг, су имали троје деце, а Флоренс је међу њима била најстарија. Супротно неким тврдњама, она никада је нису звали Флоси. Њена мајка је често била депресивна, а отац тиранин, те иако је према неким изворима описан као „најбогатији човек у граду“, желео сина и наредио да се још пре адолесценције Флоренс одгаја као мушко дете. Ова очева окрутност је довела до тога да се она осећа као дечак, да има права као и они, или као и сваки други човек. Једном приликом је рекла: Нити један човек, отац, брат, љубавник или муж може да уништи мој живот. Захтевам право да живим живот који је добри Бог дао мени.
Са циљем да постане пијанисткиња, Флоренс је почела студије на Музичком конзерваторијуму у Синсинатију. Са деветнаест година, побегла је са Хенријем Деволфом, и они су се венчали, вероватно у Колумбосу, у Охају, непознатог датума. Флоренс је са њим родила свог сина јединца, Маршала Јуџина, 22. септембра 1880. године. Па ипак, пар се ускоро развео, 1886. године, због његовог немара.
Претпоставља се да су они живели у ванбрачној заједници јер никада није пронађен ниједан званичан доказ њихове брачне заједнице. Међутим, локалне новине су најавили једно венчање 22. јануара 1880. године, а и њихов званичан развод сугерише да је у неком тренутку ипак дошло до њиховог формирања формалног брака.

## Брак са Хардингом
Године 1890. Флоренс се верила за Ворена Гамалијела Хардинга, власника локалних новина, Марион Стар. Она је тада била тридесетогодишњакиња, он је имао двадесет пет година, а Флоренсин син је имао пет година. Венчали су се 8. јула 1891. године, иако се њен отац противио томе. Њих двоје нису имали деце, али је Флоренсин син Маршал повремено с њима живео, а Ворен га је охрабрио да се бави журналистиком.
За време једног мужевљевог боловања, Флоренс је постала пословни менаџер Марион Стара, и одмах се испоставило да је врло талентована за вођење посла. Организовала је тиражни одељак, побољшала расподелу новина, обучила дечаке за дељење и набавила опрему по жељеним ценама. Један од дечака који су разносили новине, Норман Томас, касније социјалистички председнички кандидат је изјавио да је Ворен био фронтмен, али је Флоренс, заправо, била покретачка снага Марион Стара.
Године 1905. Флоренс је морала да оде на хитну операцију, а лечио је један доктор, породични пријатељ. Флоренсино потпуно поверење у њега и блискост са њим је касније потврдила контроверзе. За време њеног опоравка, Ворен је имао аферу са њеном блиском пријатељицом, Кери Филипс. То је била само једна у низу прељуба, која су навела Флоренс да размишља о разводу, који до краја живота никад није остварила.
Године 1914. Ворен је постао сенатор, те је то умногоме помогло Флоренсином менаџменту, побољшало им је приходе, а и углед им је порастао. Шест година након тога, 1920. године, он је био републикански кандидат за председника.

## У Белој кући
Дана 4. марта 1921. године, Флоренс Хардинг је постала прва дама САД, истовремено узимајући активну улогу у државној политици, понекад чак и испред самог председника. Имала је јак утицај на избор министра владе, а када је он држао говоре, слушаоци су веровали да га је, заправо, његова супруга наговорила да прича и успут му и написала и сам говор.
Флоренс је формирала своје ставове на тему вивисекције, расизма и женског права гласа у односу на Лигу народа. Када је Мадам Кири посетила Белу кућу, Флоренс ју је похвалила као пример професионално успешне жене која пружа подршку супругу. Посебно за шта се Флоренс срдачно залагала, јесте добробит ратних ветерана. У свему томе, имала је среће што живи у њено време, двадесетих година, када је женским активитам у јавним пословима била важна тема у Америци.
Као домаћица у Белој кући, Флоренс је организовала много елегантних, старинских забава, где се њен муж према њој опходио као према војвоткињи. С друге стране, Флоренс је одржавала корак са временом. Летела је авионом, покретала нове модне трендове, попут свилених оковратника, пуштала је филмове након вечере и дискретно служила алкохол својим гостима за време прохибиције.
Умрла је 21. новембра 1924. године у свом родном граду, Мариону (Охајо).